# London Colney
London Colney es una parroquia civil y un pueblo del distrito de St. Albans, en el condado de Hertfordshire (Inglaterra).

## Geografía
Según la Oficina Nacional de Estadística británica, London Colney tiene una superficie de 5,13 km².

## Demografía
Según el censo de 2001, London Colney tenía 7742 habitantes (49,96% varones, 50,04% mujeres) y una densidad de población de 1509,16 hab/km². El 21,39% eran menores de 16 años, el 73,3% tenían entre 16 y 74 y el 5,31% eran mayores de 74. La media de edad era de 36,17 años. Del total de habitantes con 16 o más años, el 33,24% estaban solteros, el 51,48% casados y el 15,28% divorciados o viudos.
El 84,77% de los habitantes eran originarios del Reino Unido. El resto de países europeos englobaban al 5,92% de la población, mientras que el 9,31% había nacido en cualquier otro lugar. Según su grupo étnico, el 86,52% eran blancos, el 2,87% mestizos, el 7,05% asiáticos, el 1,78% negros, el 0,4% chinos y el 1,38% de cualquier otro. El cristianismo era profesado por el 68,9%, el budismo por el 0,54%, el hinduismo por el 2,54%, el judaísmo por el 1,05%, el islam por el 4,6%, el sijismo por el 0,08% y cualquier otra religión por el 0,37%. El 15,15% no eran religiosos y el 6,77% no marcaron ninguna opción en el censo.
Había 3123 hogares con residentes, de los cuales el 28,4% estaban habitados por una sola persona, el 6,37% por padres solteros, el 24,4% por parejas sin hijos, el 16,91% por parejas con hijos dependientes y el 9,57% con hijos independientes, el 7,56% por jubilados y el 6,79% por otro tipo de composición. Además, había 43 hogares sin ocupar y 6 eran alojamientos vacacionales o segundas residencias. 4006 habitantes eran económicamente activos, 3911 de ellos (97,63%) empleados y 95 (2,37%) desempleados.